# EH Bildu
Euskal Herria Bildu (kurz EH Bildu, deutsch Vereinigtes Baskenland; wörtlich Baskenland versammelt) ist ein Parteienverband in Spanien, dem die linken baskisch-nationalen Parteien Eusko Alkartasuna, Sortu und Alternatiba sowie Unabhängige angehören. Bis 2017 gehörte den Parteienverband auch die aufgelöste Partei Aralar an. EH Bildu  tritt für ein von Spanien unabhängiges Baskenland ein (autodeterminación y emancipación de Euskal Herria).

## Rechtsform
EH Bildu ist ein nach spanischem Parteienrecht zulässiger Parteienverband (federación) von vier Parteien. Der Parteienverband verfügt als solcher über eigene Rechtspersönlichkeit und eigene Organe. Gleichzeitig behalten aber auch die Mitgliedsparteien ihre Rechtspersönlichkeit.

## Geschichte

### Vorgeschichte

#### Eusko AlkartasunaundAlternatiba Eraikitzen
Die Partei Eusko Alkartasuna (EA) entstand 1986 als Abspaltung von der Partido Nacionalista Vasco (PNV). Alternatiba Eraikitzen (meist kurz: Alternatiba) spaltete sich 2009 vom baskischen Regionalverband der gesamtspanischen Linkspartei Izquierda Unida (IU) ab.

#### Izquierda abertzaleundAralar
Seit dem Ende der Franco-Diktatur war zunächst Herri Batasuna („Volkseinheit“, kurz HB) über Jahrzehnte die Partei der radikalen baskisch-nationalen Linken (izquierda abertzale), die bei den verschiedenen Wahlen zum baskischen Regionalparlament zwischen 10 % und 18 % der Stimmen erzielte. Da sie sich nicht von den terroristischen Aktionen der ETA distanzierte, wurde sie oftmals als deren politischer Arm bezeichnet. Im Jahr 2001 entstand die Partei Aralar, die in ihrem Programm Gewalt als Mittel der politischen Auseinandersetzung ablehnt, als Abspaltung von Herri Batasuna. Die HB wurde 2003 nach einer Änderung des Parteiengesetzes wegen der fehlenden Distanzierung zur ETA verboten. Seit dem Verbot traten andere Parteien und Gruppierungen der izquierda abertzale wie die Partido Comunista de las Tierras Vascas-Euskal Herrialdeetako Alderdi Komunista („Kommunistische Partei der Baskischen Länder“, PCTV-EHAK) oder die traditionsreiche Acción Nacionalista Vasca („Baskisch-Nationalistisch Aktion“, ANV-EAE) zu Wahlen an, die im September 2008 jedoch ebenfalls verboten wurden, was dazu führte, dass die izquierda abertzale nach den Wahlen von 2009 mangels zugelassener Kandidaturen erstmals nicht im baskischen Regionalparlament vertreten war. Am 10. Januar 2011 verkündete die ETA einen „dauerhaften und allgemeinen Waffenstillstand“, am 20. Oktober 2011 dann die „definitive Beendigung ihrer bewaffneten Aktivitäten“.

#### WahlbündnisBildu
Am 6. April 2011 teilten die beiden Parteien Eusko Alkartasuna und Alternatiba Eraikitzen den Wahlbehörden mit, bei den für den 22. Mai 2011 angesetzten Wahlen (Kommunalwahlen und Wahlen zum Regionalparlament von Navarra) als Wahlbündnis unter der Bezeichnung „BILDU-Eusko Alkartasuna (EA)/Alternatiba Eraikitzen“ anzutreten.
Die Wahlvorschläge wurden von den zuständigen Wahlausschüssen zugelassen und am 26. April 2011 in den jeweiligen Amtsblättern veröffentlicht.
Die Listen des Wahlbündnisses Bildu enthielten jedoch nicht nur Mitglieder der beiden ihm angehörenden Parteien, sondern auch unabhängige, der izquierda abertzale zuzurechnenden Kandidaten.
Nach Auffassung der spanischen Regierung und der Staatsanwaltschaft waren diese Listen – vor allem aufgrund der Personen der aufgenommenen unabhängigen Kandidaten – als Fortsetzung der Tätigkeit der verbotenen Partei Herri Batasuna anzusehen, weshalb sie beim Obersten Gerichtshof (Tribunal Supremo) gegen die Zulassung der Wahlvorschläge zur Wahl klagten. Das Gericht gab der Klage am 1. Mai 2011 statt und untersagte damit die Teilnahme an der Wahl.
Auf eine Wahlverfassungsbeschwerde von Bildu hin hob das spanische Verfassungsgericht am 5. Mai 2011 das Urteil des Tribunal Supremo auf, womit das Wahlbündnis an der Wahl teilnehmen konnte.
Bei den Wahlen am 22. Mai 2011 wurde Bildu in der Autonomen Gemeinschaft Baskenland mit rund 25 % der Stimmen zur zweitstärksten politischen Kraft nach der PNV. In San Sebastián war sie die stimmenstärkste Kandidatur. Bei den Wahlen zum Regionalparlament von Navarra entfielen 13,3 % der Stimmen auf Bildu, wodurch sieben Mandate errungen wurden.

#### WahlbündnisAmaiur
Für die Teilnahme an den Wahlen zum spanischen Parlament im November 2011 schloss sich auch die Partei Aralar diesem Wahlbündnis an, das jetzt den Namen Amaiur trug. Das Bündnis Amaiur erhielt bei diesen Wahlen im Baskenland 24,1 % der Stimmen und sechs Mandate, in Navarra 14,9 % der Stimmen und ein Mandat.

#### Sortu
Anfang 2011 gründete sich als Vertreter der izquierda abertzale die neue Partei Sortu, die sich in ihren Statuten ausdrücklich vom Terrorismus der ETA distanzierte. Allerdings verbot der Oberste Gerichtshof (Tribunal Supremo) mit Urteil vom 23. März 2011 die Einschreibung der neugegründeten Partei in das Parteienregister (nach spanischem Recht wird erst mit dieser Einschreibung eine Partei als juristische Person existent). Auf eine Verfassungsbeschwerde hin hob das Verfassungsgericht am 20. Juni 2012 diese Entscheidung des Tribunal Supremo auf. Am 24. Juli 2012 wurde Sortu daraufhin in das Parteienregister eingetragen.

#### WahlbündnisEH Bildu
Bei den Wahlen zum baskischen Regionalparlament am 21. Oktober 2012 traten die drei Parteien Aralar, Eusko Alkartasuna und Alternatiba Eraikitzen wieder in einem Wahlbündnis an, diesmal unter der Bezeichnung Euskal Herria-Bildu (EH Bildu). Nachdem die neue Partei der izquierda abertzale, Sortu, durch das Urteil des Verfassungsgerichts legalisiert worden war, wurde die Kandidatur auch von dieser unterstützt. Allerdings wurde Sortu formell nicht Mitglied des Wahlbündnisses, da sich die Partei zu diesem Zeitpunkt noch im Aufbau ihrer Strukturen befand.
Auf EH Bildu entfielen bei dieser Wahl 25 % der Stimmen und sie zog mit 21 Abgeordneten als zweitstärkste Kraft in das baskische Regionalparlament ein.

### Umwandlung in Parteienverband
2014 bildeten die vier Parteien schließlich einen Parteienverband. Dessen Leitungsgremium ist ein Vorstand (mesa política), dem die Generalsekretäre der vier Mitgliedsparteien angehören.
Der Parteienverband trat erstmals zu den Spanischen Parlamentswahlen 2015 als solcher an.

## Wahlergebnisse
Zu den Kommunal- und Regionalwahlen 2015 trat EH Bildu erstmals als Parteienverband an. Bei den Wahlen zu den Gemeinderäten entfielen in der Autonomen Gemeinschaft Baskenland 24 % und in Navarra 16 % der Stimmen auf EH Bildu. Bei der Wahl zum Regionalparlament von Navarra erzielte sie 14 % und acht Mandate.
Bei den Regionalwahlen vom 12. Juli 2020 gelang es EH Bildu, ihre Anzahl Abgeordnete im baskischen Parlament von 18 auf 21 zu erhöhen. Die Partei errang 27,8 % der Stimmen; die Wahlbeteiligung lag bei knapp 53 %.
Arnaldo Otegi, seit 2017 Hauptkoordinator (coordinador general) von EH Bildu, war aufgrund eines Gerichtsurteils für die Wahl 2020 gesperrt (Fall Bateragune, 2011), weshalb Maddalen Iriarte die Liste anführte und Sprecherin für EH Bildu im baskischen Parlament wurde. Ende Juli 2020 hob der Oberste Gerichtshof Spaniens das Urteil gegen Otegi auf; drei Wochen nach den Wahlen und vier Jahre nachdem er die Haftstrafe vollständig verbüßt hatte.
Bei den Wahlen 2024 erreichte EH Bildu unter dem Spitzenkandidaten Pello Otxandiano mit 32,16 % Stimmenanteil (+ 6 Prozentpunkte) und 27 Sitzen das bisher beste Ergebnis des Bündnisses. Nach Sitzen zog EH Bildu damit mit der bisher stärksten Partei EAJ/PNV gleich.

### Übersicht Wahlergebnisse
| Jahr | Stimmenzahl | Stimmenanteil (%) | Sitze | Kommentar              |
| ---- | ----------- | ----------------- | ----- | ---------------------- |
| 2024 | 341.735     | 32,16             | 27    | (vorläufiges Ergebnis) |
| 2020 | 249.580     | 27,60             | 21    |                        |
| 2016 | 225.172     | 21,13             | 18    |                        |
| 2012 | 277.923     | 24,67             | 21    | (erstmals angetreten)  |